# Гутенмахер, Лев Израилевич
Лев Изра́илевич Гутенма́хер (25 августа 1908, Тарутино, Аккерманский уезд, Бессарабская губерния — 1981, Одесса) — советский математик и кибернетик, специалист в области электрического моделирования, один из пионеров развития электронно-вычислительной (компьютерной) технологии в СССР. Доктор технических наук (1940), профессор (1943). Лауреат Сталинской премии (1948).

## Биография
Родился в 1908 году в бессарабской колонии Тарутино (ныне райцентр Тарутинского района Одесской области Украины). Отец был рабочим-никелировщиком, умер, когда сыну было двенадцать лет; мать была белошвейкой, занималась подённой работой на дому. Рано остался сиротой, был беспризорником, воспитывался в интернате Дома рабочих подростков, работал столяром на мебельной фабрике.
Как передовик, был направлен на учёбу на электромеханический факультет в Донской политехнический институт, после окончания которого в 1931 году был оставлен в аспирантуре там же. В 1934 году защитил кандидатскую диссертацию, продолжал преподавать в институте до 1938 года (после разделения в 1930 году — Новочеркасском политехническом институте и Новочеркасском индустриальном институте имени Серго Орджоникидзе).
С 1938 года — в Энергетическом институте Академии наук СССР имени Г. М. Кржижановского, где в 1939 году основал и возглавил лабораторию электромоделирования (ЛЭМ). Одновременно преподавал в Московском инженерно-физическом институте (с 1943 года — профессор). В 1940 году за работу «Искусственные электрические модели многомерных тел и их применение для моделирования и численного решения краевых задач математической физики» ему присудили степень доктора технических наук без защиты диссертации.
В 1948—1956 годах лаборатория электромоделирования Гутенмахера входила в Институт точной механики и вычислительной техники АН СССР, а с 21 июня 1957 года вошла в состав Всесоюзного института научной и технической информации АН СССР и с 1962 года — в состав Всесоюзного научно-исследовательского института природных газов (ныне ООО «Газпром ВНИИГАЗ»). Лабораторию составляли 8 отделов, в том числе логико-математический, аналогового электрического моделирования, математической лингвистики, математических методов в химии и другие.
В последние годы жизни был профессором кафедры автоматизации вычислительных процессов электротехнического факультета Одесского политехнического института и жил в Одессе на углу Дерибасовской и Ришельевской улиц (дом Ралли).
Умер в сентябре 1981 года в Одессе.

## Научная работа
Основные научные результаты — в области приближённых и численных методов вычислительной техники. Л. И. Гутенмахер с самого начала научной карьеры в 1930-х годах занимался использованием электрических сетей для моделирования сложных информационных систем и для решения дифференциальных уравнений в частных производных. Разработал ряд устройств для автоматизации процесса синхронизации генераторов в энергосистемах. В годы Великой Отечественной войны под его руководством были разработаны ПУАЗО (приборы управления автоматическим зенитным огнём) на переменном токе, а в 1945—1946 годах — первые электронные аналоговые вычислительные машины (АВМ) с повторением решения. В 1950 году им был представлен проект безламповой электронной вычислительной машины (ЭВМ) с использованием электромагнитных бесконтактных реле на феррит-диодных элементах, разработанных в его лаборатории на основе магнитных усилителей трансформаторного типа; сама машина ЛЭМ-1 была создана к 1954 году. В 1956 году он опубликовал научное сообщение об успешном использовании матрикса накопителей для хранения информации.
Л. И. Гутенмахеру принадлежит ряд теоретических работ в области кибернетики и одна из первых монографий в этой области в СССР (Системы извлечения информации), уже в 1950-е годы он занимался компьютерным моделированием когнитивных процессов (таких как логическое мышление, чтение) и математической лингвистикой. В публикациях этих лет им были детально рассмотрены различные аспекты хранения и извлечения информации, программное обеспечение, компьютерная техника, связь по телефонным каналам, включая электронный доступ к библиотечным фондам. Среди монографий учёного: «Электрическое моделирование: электроинтегратор» (1943), «Электрические модели и их применение в технике и физике» (1946), «Электрические модели» (1949), «Электронные информационно-логические машины» (1960, 1962), «Ассоциативные запоминающие устройства» (1967) и «Импульсное электромоделирование» (1983), часть из которых переведена на английский, немецкий, французский и испанский языки.

## Семья
Сын — Виктор Львович Гутенмахер (род. 8 июля 1943 года), советский и американский математик, автор трудов в области функционального анализа и учебных пособий для общеобразовательных школ.

## Награды и премии
- Сталинская премия третьей степени (1948) — за создание нового счётного аппарата — электроинтегратора

## Монографии
- Электрическое моделирование: электроинтегратор. Издательство АН СССР: Москва—Ленинград, 1943.
- Электрические модели и их применение в технике и физике. Стенограмма лекции. Москва: Правда, 1946.
- Электрические модели. Институт точной механики и вычислительной техники АН СССР: Москва, 1949.
- Электронные информационно-логические машины. АН СССР: Москва, 1960 и 1962.
- Traitement électronique de l’information. A. Deweze, Traducteur. Société des Editions Radio: Париж, 1961.
- Electronic information-logic machines. Wiley Interscience: Нью-Йорк, 1963.
- Tratamiento electrónico de la información. Editorial: Paraninfo: Мадрид и Мехико, 1964.
- Thinking machines. Translated from the Russian by A. Zdornykh. Москва: Издательство иностранных языков, 1965.
- Informations-Logische Automaten. Automatisierung im Informations- und Bibliothekswesen. R. Oldenbourg Verlag: Мюнхен и Вена, 1966.
- Ассоциативные запоминающие устройства (с Д. А. Бородаевым, Б. П. Кузьминым и И. Л. Смелянским). Ленинград: Энергия, 1967.
- Электрические модели. Техника: Киев, 1975.
- Импульсное электромоделирование (совместно с Г. П. Перепелицей). Техника: Киев, 1983.